# TV Esporte Interativo Macapá
A TV Esporte Interativo Macapá foi uma emissora de televisão brasileira com sede em Macapá, Capital do Estado do Amapá. A emissora é sintonizada no Canal 19 UHF. Apesar do nome, não é uma emissora própria e sim afiliada do Esporte Interativo. A emissora entrou no ar em julho de 2011 e foi extinta em setembro de 2013. O canal 19 passou a retransmitir a TV Assembleia Amapá.
Pertence ao político e atual senador pelo Amapá, Gilvam Borges. É antecessora das TVs Alvorada, Marabaixo, Mani e MTV Macapá, todos no Canal 19.

## História
A TV Esporte Interativo Macapá entrou no ar em 26 de julho de 2011, ao se afiliar com Esporte Interativo.
A entrada da nova emissora acontece em meio a polêmica do fim da MTV Macapá (até então afiliada à MTV Brasil), pois a antiga emissora deixou a rede no início de 2011, passando por três redes de canais TVs de compra e venda.
Em 2012, um ano depois de inauguração, a emissora voltou a se chamar de TV Mani, mantendo-se com a TV Esporte Interativo algumas raras vezes retransmitindo. Nessa época, a grade local é ampliada, ao exibir o telejornal Mani Notícias e no setor de entretenimento com programa Balada Show na TV. No entanto, a mudança de nome foi curta e na virada de 2012 para 2013, voltou se chamar TV Esporte Interativo Macapá, que deixou exibir programas locais.
Em setembro de 2013, depois de sete meses, a TV Esporte Interativo Macapá que não exibia nenhuma programação local foi extinta junto com a retransmissão da rede. Com isso, o Canal 19 analógico passou a repetir o sinal da TV Assembleia AP.

## Curiosidade
Antes da afiliação da emissora ao Esporte Interativo, constava na razão social como Uirapuru Radiodifusão LTDA., na época da MTV Macapá. Depois da extinção da MTV Macapá e a transformação de TV Esporte Interativo Macapá, a razão social mudou para Rede Santanense de Comunicação LTDA..